# Hybanthus verbenaceus
Hybanthus verbenaceus är en violväxtart som först beskrevs av Carl Sigismund Kunth, och fick sitt nu gällande namn av Loesen.. Hybanthus verbenaceus ingår i släktet Hybanthus och familjen violväxter. Inga underarter finns listade i Catalogue of Life.